# کراتین الکبیر
کراتین الکبیر (به عربی: کراتین الکبیر) یک روستا در سوریه است که در ناحیه سنجار واقع شده‌است. کراتین الکبیر ۹۳ نفر جمعیت دارد.